# Нови Штитњак
Нови Штитњак је насељено место у саставу града Пожеге, у Славонији, Република Хрватска.

## Становништво
Насеље је према попису становништва из 2011. године имало 136 становника.
| Националност       | 1991.       |
| Хрвати             | 88 (92,63%) |
| Срби               | 0           |
| Југословени        | 1 (1,05%)   |
| остали и непознато | 6 (6,31%)   |
| Укупно             | 95          |